# Mycetophila stolida
Mycetophila stolida är en tvåvingeart som beskrevs av Walker 1856. Mycetophila stolida ingår i släktet Mycetophila och familjen svampmyggor. Enligt den finländska rödlistan är arten nära hotad i Finland. Arten är reproducerande i Sverige. Artens livsmiljö är naturlundskogar. Inga underarter finns listade i Catalogue of Life.